# Nintendo PowerFest '94
Nintendo PowerFest '94 foi uma competição de jogos eletrônicos patrocinada pela Nintendo que ocorreu em 1994. A maioria das competições ocorreu em furgões em frente a lojas. A competição se baseava em fazer pontos em um cartucho especial. Os três jogos para Super Nintendo Entertainment System (Super Mario Bros.: The Lost Levels, Super Mario Kart, e Ken Griffey, Jr. Presents Major League Baseball) tinham que ser jogados em um tempo limite de seis minutos.

## Jogos
Os jogadores deveriam desempenhar as seguintes tarefas:
1. Em Super Mario Bros.: The Lost Levels, os jogadores deveriam terminar o primeiro estágio o mais rápido possível;
2. Em Super Mario Kart, os jogadores deveriam completar cinco voltar na primeira pista;
3. Em Ken Griffey, Jr. Presents Major League Baseball, os jogadores deveriam participar de uma série de home runs e acertar o maior número de home runs possível.

Quando o tempo limite era atingido, a pontuação final {\displaystyle x} era calculada da seguinte forma:
{\displaystyle x=a+[(b*1000)+y]+[(c*100)+(z*10000)]}
{\displaystyle a} corresponde à pontuação em The Lost Levels. {\displaystyle b} corresponde ao número de moedas adquirdas em Super Mario Kart, multiplicado por 1.000 e somado a uma pontuação {\displaystyle y} dada com base na colocação do jogador ao final da corrida. {\displaystyle c} corresponde à distância total em Major League Baseball multiplicado por 100. E {\displaystyle z} representa o número de home runs multiplicado por 10.000 (nos eventos regionais; nas finais, a fórmula é alterada para {\displaystyle z*1000000}).

## Competições municipais
As competições locais ocorreram no decorrer de três dias com as finais em uma tarde de sábado. Os oito finalistas foram escolhidos a partir dos oito melhores pontuadores no final de semana.
- Oito principais: A primeira rodada ocorreu em duas partes pois quatro pessoas poderiam jogar por vez. Os jogadores que tivessem entre as quatro maiores pontuações jogavam primeiro, e em seguida vinham os quatro menores pontuadores.
- Quatro principais e dois principais: Os quatro maiores pontuadores da rodada dos oito principais jogaram e, a partir daí, os dois principais se enfrentaram em um duelo pelo título municipal. O vencedor foi coroado campeão municipal.

## Finais mundiais
As Nintendo World Championships II foram realizadas em San Diego, Califórnia. Os campeões municipais foram agrupados em quatro equipes:
- Cyclones (Ciclones)
- Hurricanes (Furacões)
- Tornados
- Typhoons (Tufões)

Os Tornados conseguiram as maiores pontuações.

## Resultados
Os últimos dois jogadores foram Mike Iarossi e Brandon Veach da equipe Tornados. Eles se enfrentaram em um cartucho personalizado de Donkey Kong Country. Mike Iarossi pontuou mais e foi coroado o Nintendo World Champion de 1994.

## Cartucho
A Nintendo produziu aproximadamente 33 cartuchos para o PowerFest '94. Eles foram usados em lojas por todo o país em 1994 para cerca de 130 eventos diferentes. Os vencedores de cada evento ganhavam uma viagem para San Diego, Califórnia, para participar nas World Championships. O segundo colocado em cada evento ganhava uma jaqueta temática do Star Fox, sobra da competição de Star Fox do ano anterior.
Dos 33 cartuchos, apenas dois ainda existem hoje. Os demais foram devolvidos à Nintendo e reutilizados. Um dos cartuchos restantes foi colocado a leilão na Internet com um valor absoluto de US$300.000; ninguém fez lances.
Um segundo cartucho foi descoberto e o colecionador J. J. Hendricks o comprou por US$12.000.